# دینه، جهلم
دینه (به انگلیسی: Dina) یک شهر در پاکستان است که در ناحیه جهلم واقع شده‌است. دینه Approx٫0.5Million نفر جمعیت دارد.